# Sándor Bródy (Schriftsteller)
Sándor Bródy, auch: Alexander, (* 23. Juni 1863 in Eger, Kaisertum Österreich; † 12. August 1924 in Budapest) war ein ungarischer Schriftsteller.

## Leben

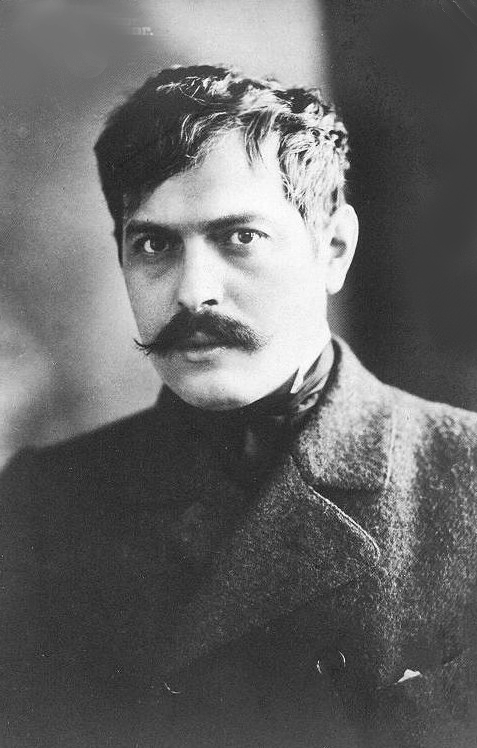
Sándor Bródy

Bródy war jüdischer Abstammung. Nach dem Besuch der Schulen begann er als Journalist in Siebenbürgen, wo er 1888–1890 Redakteur der Zeitung Erdélyi Hiradó (Siebenbürger Nachrichten) war. Danach ging er nach Budapest und arbeitete von 1892 bis 1902 bei der angesehenen Zeitung Magyar Hírlap. Frühe literarische Erfolge ermutigten ihn, Schriftsteller zu werden.

## Werke
Bródy verfasste zahlreiche Erzählungen, Romane und Bühnenstücke. Er vereinigte romantische (Mór Jókai) und naturalistische Vorbilder (Émile Zola) in seinem Werk. Durch Einführung des Budapester Jargons der Zeit in die Literatursprache wirkte er befruchtend auf die moderne ungarische Literatur. Einige Stücke zeichnen sich durch scharfe Gesellschaftskritik aus.
- Doktor Faust, Roman 1888/90
- A kétlelkü asszony, Roman 1893
- Hófehérke, Schauspiel 1894
- Az ezüst kecske, Roman 1898
- A nap lovagja, Roman 1902
- A dada, Schauspiel 1901 (dt. Die Amme, 1904)
- A tanítónő, Schauspiel 1908 (dt. Die Lehrerin. Eine ungarische Dorfgeschichte in 3 Aufzügen, 1909)
- A medikus, Schauspiel 1911
- Timár Liza, Schauspiel 1914
- Fehér könyv, 1914
- A szerelem élettana, 1922
- Dornröschen. Geschichte eines unverstandenen Mädchens, dt. o. J.
- Schneewittchen. Jisbi Banob. Zwei Novellen, dt. o. J.